# Kingdom Hearts II
Kingdom Hearts II (japanisch キングダムハーツ II Kingudamu Hātsu Tsū; Akronym: KH II) ist ein im Jahr 2005 für die Spielkonsole PlayStation 2 veröffentlichtes Action-Rollenspiel. Es wurde von Square Enix entwickelt und von Buena Vista Games und Square Enix veröffentlicht. Das Spiel ist eine Fortsetzung zu Kingdom Hearts und Kingdom Hearts: Chain of Memories, die 2002 bzw. 2004 durch eine Zusammenarbeit von Square Enix und Disney Interactive bzw. Jupiter, die Disney- und Final-Fantasy-Elemente in einem Action-Rollenspiel verbinden, obgleich es im Ton etwas dunkler ist als seine Vorgänger. Wie zu den beiden Vorgängern erschien eine Manga- als auch eine Roman-Serie basierend auf dem Spiel.
Kingdom Hearts II ist das dritte Spiel in der Kingdom-Hearts-Videospielserie. Es beginnt ein Jahr nach dem Ende von Chain of Memories. Sora, der Protagonist der ersten beiden Spiele, befindet sich immer noch auf der Suche nach seinen verlorenen Freunden. Wie bei den vorherigen Spielen, verfügt Kingdom Hearts II über eine große Mitwirkung von Figuren aus den Disney-Filmen und der Final-Fantasy-Spielserie. Die Organisation XIII, die in Chain of Memories bereits eingeführt wurde, kehrt ebenfalls als Hauptantagonist zurück.
Das Spiel wurde von den Kritikern positiv aufgenommen und konnte viele Computerspiele-Awards gewinnen, darunter der Sony PlayStation Award 2006 in Platin für 1 Mio. bis 2 Mio. verkaufte Einheiten bis Mai 2006. In Japan wurde das Spiel innerhalb einer Woche über eine Million Mal verkauft. Einen Monat nach der Veröffentlichung in den USA wurde es dort über eine Million Mal verkauft und wurde zum zweit meistverkauften Spiel des Jahres 2006. Bis Ende Februar 2013 wurde das Spiel weltweit über 4,33 Millionen Mal verkauft.

## Gameplay
Das Gameplay von Kingdom Hearts II ist ähnlich dem aus Kingdom Hearts, wobei es viele Fehler des ersten Spiels berichtige, so seien auch die Shoot-’em-up-Passagen abwechslungsreicher und optisch hochwertiger ausgefallen. Der Spieler steuert die Figur Sora durch dreidimensional konstruierte Level, in denen es gelegentlich Jump-’n’-Run-Passagen zu überwinden gilt. Soras Begleiter Donald und Goofy werden computergesteuert und lassen sich lediglich für den Kampf einen generellen Stil vorgeben, der beispielsweise die Verwendung von kämpferischen Ressourcen vorgibt. In vielen Welten stoßen auch Gastfiguren zum Kampfgeschehen, die man über das Spielmenü gegen Donald oder Goofy austauschen kann, aber jeweils nur in dieser einen Welt zur Verfügung stehen. Wie die meisten Rollenspiele verfügt auch Kingdom Hearts über ein Levelsystem: Sora und seine Begleiter erhalten für jeden besiegten Gegner sogenannte Erfahrungspunkte, die bei festgelegten Meilensteinen die Stufe eines Charakters erhöhen. Für das Spiel bedeutet dies effektiv, dass die entsprechende Spielfigur stärkere Angriffe austeilt, durch eingesteckte Attacken weniger geschwächt wird und neue nützliche Fähigkeiten erlernt. Wie bereits im ersten Spiel, ermöglicht Kingdom Hearts II zu Beginn des Spiels durch ein kurzes Tutorial ein gewisses Maß Einfluss an der Charakter-Entwicklung zu nehmen.
Die Geschichte des Spiels verläuft geradlinig von einem Geschehen zum Nächsten, in der Regel durch eine Zwischensequenz getrennt. Daneben sind mehrere Nebenaufgaben verfügbar, die den Figuren Boni gewähren. Das meiste Spielgeschehen findet auf miteinander verbundenen Karten, wo auch die Kämpfe ausgetragen werden, statt. Kämpfe werden in Kingdom Hearts nicht wie bei etwa Final Fantasy rundenbasiert geführt, noch werden die Ziele mit einem Cursor zum Angriff markiert. Stattdessen finden sie in Echtzeit statt, wobei die eigene Spielfigur auch in Kämpfen frei steuerbar ist und auf Knopfdruck mit dem Schwert zuschlägt oder über ein Menü Angriffs- oder Regenerations-Zauber wirkt. Als neue Funktion wurden die Aktionskommandos, spezielle Angriffe, die ausgeführt werden wenn der Spieler im richtigen Moment die Dreieck-Taste betätigt. Die Aktionskommandos können verwendet werden, um kleinere Gegner zu besiegen oder zum Ausweichen vor gegnerischen Angriffen und sind manchmal notwendig, um den Kampf gegen einen Endgegner abzuschließen.
Als Reaktion auf die Kritik zum ersten Teil wurden die Reisen mit dem Luftschiff umgestaltet um angenehmer zu sein. Obwohl die Grundidee dahinter bestehen blieb, wurde das frühere System komplett überarbeitet und zu einer Kombination aus Rail Shooter, also mit einem sehr gradlinigen und nicht steuerbaren Verlauf, und einer „Fahrt in einem Disney-Themenpark“ umgearbeitet. In der Weltkarte, muss der Spieler jetzt das Luftschiff aus einer leichten schrägen Vogelperspektive steuern und fliegt zu der Welt, zu der der Spieler möchte. Die Welten sind nicht mehr von Anfang an sofort erreichbar, sondern müssen durch den Spieler, durch das Hindurchfliegen von speziellen Routen und dem Besiegen von Gegnern aus der Perspektive eines dritten, freigeschaltet werden. Wenn eine Route geschafft ist, kann die Reise zu dieser Welt ungehindert und beliebig oft passieren, außer die Welt wird durch die Handlung wieder verschlossen. Der Spieler erhält durch das Erledigen der Routen neue Luftschiffe, was ebenfalls eine Änderung zum ersten Spiel darstellt, wo diese ja durch das Besiegen von Gegnern erhältlich waren.
Ebenfalls neu ist der Drive-Modus. Mit dieser Drivefunktion kann sich Sora die Kräfte eines oder beider Teammitglieder zu eigen machen, wodurch diese dann aber für eine Zeit aus dem Geschehen verschwinden. Weitere Auswirkungen der verschiedenen Formen sind, dass Sora zwei Schlüsselschwerter tragen, dadurch seinen Wert steigern und auch neue einzigartige Fähigkeiten, wovon einige bestimmte sich auch auf den normalen Sora auswirken, erhalten bzw. verbessern kann. Jede dieser Drive-Formen, werden jeweils separat voneinander aufgelevelt, wobei jede Form ihre eigene Voraussetzung setzt, mit welcher Aktion man Erfahrungspunkte erhält. Anders als die HP und die MP, wird die Driveleiste nicht an Speicherpunkten wieder aufgefüllt. Wie bereits im ersten Kingdom-Hearts-Spiel kann man auch hier wieder einige Disney-Figuren zur Unterstützung rufen. Aber anders als damals besitzt die Ruffunktion nun einen eigenen Menüpunkt und kann aufgelevelt werden. Ebenfalls verbraucht das Rufen keine MP mehr, sondern reduziert die Driveleiste um einen gewissen Wert.

## Inhalt

### Schauplatz
Kingdom Hearts II beginnt ein Jahr nach dem Ende von Kingdom Hearts und beinhaltet eine Vielzahl an Leveln, im Spiel „Welten“ genannt, die der Spieler bereisen muss. Wie im ersten Spiel, erlaubt Kingdom Hearts II dem Spieler Schauplätze aus verschiedenen Disney-Werken, zusammen mit den Welten, die extra für die Spielserie entworfen wurden, zu betreten. Während die Welten im ersten Spiel hauptsächlich von Disney-Animationsfilmen abgeleitet wurden, so beinhaltet Kingdom Hearts II auch Welten, die auf Disney-Realfilmen basieren. Jede Welt variiert in Aussehen und Schauplätzen, in Abhängigkeit von dem jeweiligen Disney-Film, auf denen sie beruht. Die Grafik und die Figuren der einzelnen Welten wurden so entwickelt, dass sie dem Stil der jeweiligen Disney-Filmen ähneln. Jede Welt ist von den anderen getrennt und existiert separat voneinander; mit ein paar Ausnahmen, reist der Spieler mit dem Luftschiff von einer zur anderen Welt.
Manche Welten aus den Vorgängerspielen tauchen im Spiel wieder auf, sind aber mit neuen und erweiterten Bereichen bestückt. Es gibt auch neu eingeführte Welten, einschließlich des Landes der Drachen, einer fiktiven Version des alten Chinas aus dem Film Mulan; dem Schloss des Biestes, einem im Stil des 19. Jahrhunderts gehaltenen französischen Schlosses basierend auf Die Schöne und das Biest; Fluss der Nostalgie, einer früheren Version des Schloss Disney im Stil des Films Steamboat Willie; Port Royal von Pirates of the Caribbean; das Geweihte Land, einer großen Savanne aus dem Film Der König der Löwen; sowie Space Paranoids, einer digitalen Welt basierend auf Tron im Computernetzwerk von Hollow Bastion. Twilight Town, eine Welt, die bereits in Chain of Memories zu sehen war, spielt in der Anfangsphase des Spiels eine größere Rolle. Die Welt die niemals war ist ebenfalls eine neue Welt, die als Hauptsitz der Organisation XIII dient.

### Figuren
Die drei Hauptfiguren sind Sora, ein 15-jähriger Junge und Träger des Schlüsselschwerts, einer Schlüssel-ähnlichen Waffe mit der Kraft die Dunkelheit zu bekämpfen; Donald Duck, der Hofmagier im Schloss Disney; sowie Goofy, dem Hauptmann der königlichen Garde. Donald und Goofy wurden beauftragt den „Schlüssel“, was sich als das Schlüsselschwert herausstellt, zu finden und bei ihm zu bleiben. Während ihrer Reise in Kingdom Hearts freundeten sie sich an und schöpfen Kraft aus dieser Freundschaft. Andere Originalfiguren sind Riku und Kairi, Soras Freunde von seiner Heimatinsel, der Insel des Schicksals; Roxas, ein mystischer Junge der ebenfalls Träger des Schlüsselschwerts ist; und DiZ, einem Mann in roten Gewänder gehüllt und sich auf einem Rachefeldzug gegen die Organisation XIII befindet.
Wie in den vorherigen Spielen, tauchen auch in Kingdom Hearts II eine Menge Figuren aus den Disney- oder Square-Enix-Werken auf. Während einige Figuren wieder auftauchten, wurden andere, wie Scar aus Der König der Löwen und Dagobert Duck, neu eingeführt. Karlo taucht als ständiger Gegner, der mit der wieder auferstandenen Malefiz zusammen arbeitet, auf. Nahezu zwanzig Figuren aus den Final-Fantasy-Spielen, wie Auron aus Final Fantasy X und Tifa aus Final Fantasy VII, als auch Squall „Leon“ Leonhart, Cloud und Sephiroth aus dem ersten Kingdom-Hearts-Spiel, erscheinen in Kingdom Hearts II. Obwohl im ersten Spiel nur Figuren auftauchten, die von Tetsuya Nomura entworfen wurden, so gingen die Entwickler dieses Mal ein „Risiko“ ein und ließen auch Figuren auftreten, die nicht direkt von Nomura entworfen wurden. Andere neue Figuren in der Videospielserie sind Vivi aus Final Fantasy IX und Setzer aus Final Fantasy VI.
In den verschiedenen Welten stehen dem Spieler oft Figuren aus dem jeweiligen Film, auf dem die Welt beruht, als Teammitglieder zur Verfügung. Dazu gehören Fa Mulan, eine Frau, die sich als ein Mann verkleidet, um den Platz ihres kranken Vaters in der Armee einzunehmen; Jack Sparrow, ein Pirat der versucht sein Schiff, die Black Pearl, wieder zu erlangen; Simba, ein selbstständig im Exil lebender Löwe, der der rechtmäßige König des Geweihten Landes ist; sowie Tron, einem Sicherheitprogramm in Hollow Bastions Computernetzwerk, der gegen die Diktatur des Master Control Program (MCP) kämpft.
Die Organisation XIII, eine Gruppe von Wesen, die kein Herz besitzen, welches auch bereits in Chain of Memories auftauchten, tritt in Kingdom Hearts II bereits frühzeitig als Hauptantagonist in Erscheinung. Die Organisation XIII befehligt die Niemande, körperleere Wesen, die entstehen, wenn ein Mensch mit einem starken Herzen in einen Herzlosen verwandelt wird. Daneben gibt es wie bereits in den beiden Vorgängerspielen auch Endgegner in Form von Herzlosen, die der Spieler als eine Art Prüfung bezwingen muss.

### Geschichte
Sora, Donald und Goofy haben das letzte Jahr in einer Art Scheintod verbracht, um ihre verlorenen Erinnerungen zurückzugewinnen. Derweilen verweilt Roxas, der Niemand von Sora, in einem simulierten Twilight Town, erschaffen von DiZ. Als Teil in seinem Rachefeldzug gegen die Organisation XIII, versucht DiZ Roxas mit Sora zu verschmelzen und so Soras volle Kräfte wiederherzustellen. Sein Plan ist bedroht, als Axel, Roxas früherer Freund in der Organisation XIII, in die simulierte Stadt eindringt; aber Roxas ist in der Lage die Feinde zurückzuschlagen und verschmelzt schließlich mit Sora. So wachen Sora, Donald und Goofy im wirklichen Twilight Town auf und treffen zunächst König Micky und danach Yen Sid, die sie auf eine weitere Reise schicken. Ihr Ziel ist es, Riku zu finden und die Pläne der Organisation, welche die Niemande befehligt, zu durchkreuzen. Kurze Zeit später ersteht Malefiz wieder auf und schließt sich in ihrem Streben nach Macht mit Karlo zusammen.
Sora bereist viele Disney-Welten, alte und neue, und behebt dabei die Störungen die von der Organisation XIII, den Herzlosen, Malefiz, Karlo und lokalen Bösewichten verursacht werden. Während eines Besuchs von Hollow Bastion treffen Sora und seine Begleiter erneut auf König Micky, der ihnen die Wahrheit über Ansem, dem Gegner aus Kingdom Hearts, erzählt. Der Ansem den Sora besiegt hatte, war eigentlich der Herzlose von Xehanort, einem Student von Ansem den Weisen. Daneben erfährt er weiter, dass der Anführer der Organisation XIII, Xemnas, Xehanorts Niemand ist. Der Plan der Organisation wird ebenfalls enthüllt – sie versuchen mit der Hilfe von Kingdom Hearts, die Summe aller Herzen, die von Sora beim Besiegen von Herzlosen freigesetzt werden, ihre verlorenen Herzen wiederzuerlangen. Mit diesem Wissen reist Sora weiter, während er einen Zugang zur Basis der Organisation XIII sucht. Bei seiner Suche wird ihm von einer Person in einer Kutte, von der Sora glaubt, es sei Riku, geholfen.
Durch die Anleitung der mysteriösen Person kehren Sora, Donald und Goofy schließlich nach Twilight Town zurück, wo sie durch einen Durchgang in ein anderes Twilight Town, Roxas’ Twilight Town, kommen. Dort treffen sie auf Axel, der sich opfert und Sora ein Portal zur Welt die niemals war, dem Hauptsitz der Organisation XIII, eröffnet. Auf ihrem Weg ins Schloss findet Sora Kairi und Riku, dessen Aussehen durch die Dunkelheit zu Xehanorts Herzlosen verändert wurde, und Sora seine Verbindung zu Roxas enthüllt. Währenddessen trifft König Micky auf DiZ, der sich selbst als Ansem der Weise vorstellt. Ansem nutzt eine Maschine, die einiges von Kingdom Hearts’ Macht entzieht, aber eine Systemüberladung führt zu einer Selbstzerstörung, wodurch Ansem verschwindet und Riku wieder seine normale Form annimmt. Ganz oben auf dem Schloss bekämpfen Sora und seine Freunde Xemnas, der die restliche Macht von Kingdom Hearts benutzt, um verschiedene Formen anzunehmen. Nachdem es Sora und Riku gelingt Xemnas zu bezwingen, werden sie an einen merkwürdigen Ort teleportiert. Dort treten sie durch die Tür des Lichts und kommen schließlich zur Insel des Schicksals zurück. Zum Schluss finden die drei einen Brief von König Micky, dessen Inhalt aber nicht enthüllt wird.

## Entwicklung und Vermarktung
Die Entwicklungspläne für Kingdom Hearts II begannen etwa zur Fertigstellung von Kingdom Hearts Final Mix, aber genaue Details waren bis Juli 2003 unbestimmt. Nomura bemerkte, dass noch mehrere Hindernisse zu lösen waren, bevor die Entwicklung an einer Fortsetzung beginnen könnte. Eins dieser Hindernisse war der Wunsch des Entwicklungsteams Micky Maus öfter zeigen zu wollen, was aber eine Zulassung von Disney erforderte. Das Spiel wurde bei Square Enix von fast demselben Mitarbeiterstab wie beim ersten Spiel entwickelt. Als Erklärung, warum Sora zu Beginn von Kingdom Hearts II alle Fähigkeiten aus dem ersten Spiel verloren hat, hatte Nomura Soras Erinnerungen in Chain of Memories verlieren lassen.
Viele Aspekte des Spiels wurden für diese Fortsetzung überarbeitet. Einige Änderungen wurden wegen heftiger Kritik beim Vorgängerspiel vorgenommen und andere, da sie dazu bestimmt waren, in den vorangegangenen Spielen aufgenommen zu werden, was schließlich aber wegen fehlender Zeit oder technologischen Einschränkungen nicht möglich war. Die Kamera wurde auf den rechten Analogstick des DualShock-2-Controllers verschoben, anstelle der Schultertasten, und die Luftschiffkämpfe wurde überarbeitet. Das Kampfsystem wurde ebenfalls komplett erneuert und verwendet keine Animationen aus dem ersten Spiel. Da Sora gereift ist, wollte Nomura, dass sich das auch in seinem Kampfstil widerspiegelt. Sonstige Veränderungen sind mehr Integration zwischen der Erkundung und den Kämpfen. Die Variationen des Kampfstils in den jeweiligen Drive-Formen und die Funktion der Aktionskommandos wurden hinzugefügt, um den Spielern mehr Möglichkeiten in den Kämpfen zu bieten. Die Einbeziehung der Welten, die auf Live-Action-Disney-Filmen basieren, wurde durch Technologien, welches die Figuren-Modelle aus Realfilm-Bilder erzeugten, begünstigt.

### Änderungen
Neben den englischsprachigen Übersetzungen, unterscheidet sich die internationale Version von Kingdom Hearts II von der ursprünglichen japanischen Version im Gameplay und mehreren Szenen. Beim Boss Hydra in der Hercules-basierenden Welt Arena des Olymps wurde sein grünes Blut aus der ursprünglichen japanischen Version, die aus dem Film, in schwarzen und lila Rauch in der englischen Version geändert. Auch die Szene im Schloss Disney, wo Donald von Daisy Duck wegen eines fehlenden Dates gejagt und in der japanischen Version auf den Rücken geschlagen wird, sagte Daisy in der englischen Version ihm nur unhörbar ab. Beim Kampf gegen Xigbar wurde seine Zielfernrohr-Sicht von einer Zielmarkierung und schwarzen Schatten an den Seiten zu drei leuchtenden Kreisen verändert. Eine Angriffsanimation in diesem Kampf wurde ebenfalls verändert. Der Tod von Axel, einem Organisation-XIII-Mitglied, wurde ebenfalls leicht geändert, so geht er in der Originalversion in Flammen auf während seines Selbstmordanschlags, während er sich in der englischen Version nach dem Aufbrauchen aller seiner Macht einfach auflöst.
Port Royal, basierend auf Pirates of the Caribbean, beinhaltet die meisten Veränderungen. Zwischensequenzen wurden bearbeitet, um einen Teil der Gewalt, wie William Turners Drohung im Film, Selbstmord zu begehen, während er eine Waffe an seinen Hals hält, zu entfernen. Im Gegensatz zur japanischen Version, fangen die untoten Piraten nicht Feuer, wenn man sie mit Feuermagie angreift, und ihre Musketen wurden modifiziert, um Armbrüsten zu ähneln, obwohl die Armbrust noch mit einem hörbaren Muskete-Schuss-Sound-Effekt feuerten.

### Vermarktung und Veröffentlichung
Eine freischaltbare Sequenz in Kingdom Hearts und Kingdom Hearts Final Mix deutete bereits die Möglichkeit einer Fortsetzung an. Gerüchte über eine Fortsetzung wurden weiter angespornt, nachdem die Videospielseite Quiter auf Berufung einer „internen Quelle bei Square Enix“ berichtete, dass die Entwicklung von Kingdom Hearts II bereits begonnen hat. Dem war aber, bis zur gemeinsamen offiziellen Ankündigung mit Chain of Memories bei der Tokyo Game Show im September 2003, nicht so. Erste Details waren, dass es einige Zeit nach Chain of Memories stattfinden wird, welches wiederum direkt nach dem ersten Spiel anknüpft. Zu den weiteren Einzelheiten zählten die Rückkehr von Sora, Donald und Goofy, sowie deren neue Kostüme. Informationen über das Engagement von Micky Maus wurden auf ein Minimum reduziert.
Auf der Square-Enix-Pressekonferenz bei der E3 im Jahr 2004 sagte der Produzent, Shinji Hashimoto, dass viele Fragen des ersten Spiels beantwortet werden. Die japanische Website wurde von Square Enix im Mai und die englische im Dezember 2005 eröffnet. In Japan wurden Werbespots ausgestrahlt, die die zahlreichen im Spiel vorkommenden Disney-Figuren hervorhoben. Obwohl das Spiel bereits im September 2003 angekündigt wurde, wurde ein Veröffentlichungsdatum für das Spiel erst zwei Jahre später genannt. Nomura gab zu, dass das Spiel zu früh angekündigt wurde und Informationen über das Spiel erst preisgegeben wurden, als ein Veröffentlichungsdatum in Sicht kam. Die Veröffentlichung selbst erfolgte schließlich am 22. Dezember 2005 in Japan, am 28. März 2006 in den USA und am 28. bzw. 29. September 2006 in Australien und Europa.

## Audio

### Musik
Wie beim ersten Spiel verfügt Kingdom Hearts II Musikstücke von Yōko Shimomura und Hikaru Utada. Der Originalsoundtrack zu Kingdom Hearts II wurde von Shimomura zusammengestellt und am 25. Januar 2006 veröffentlicht. Die Eröffnungs- und Abspannmelodie wurden von Kaoru Wada dirigiert vom Philharmonieorchester Tokio vorgetragen. Die hauptsächliche Titelmelodie in der originalen japanischen Version war Passion, geschrieben und gesungen von Utada, während in den westlichen Veröffentlichungen die englische Version von Passion, Sanctuary, verwendet wurde. Utadas Mitwirkung wurde am 29. Juli 2005 bekanntgegeben. Nach der Aussage von Nomura spiegelt diese Melodie die Geschichte des Spiels besser wider, als die vorherige, Hikari bzw. Simple and Clean, die in Kingdom Hearts und Chain of Memories verwendet wurde.

### Synchronisation
Wie das erste PlayStation-2-Spiel, Kingdom Hearts, wurde auch Kingdom Hearts II in Deutsch synchronisiert und mit deutschen Untertiteln versehen.
| Figur               | Deutscher Synchronsprecher |
| ------------------- | -------------------------- |
| Sora                | Constantin von Jascheroff  |
| Riku                | Wanja Gerick               |
| Kairi               | Adak Azdasht               |
| Donald Duck         | Peter Krause               |
| Goofy               | Walter Alich               |
| König Micky         | Mario von Jascheroff       |
| Roxas               | Nico Sablik                |
| Naminé              | Anne Helm                  |
| Hayner              | Kim Hasper                 |
| Pence               | Hannes Maurer              |
| Olette              | Shalin-Tanita Rogall       |
| Rai                 | Tobias Nath                |
| Fuu                 | Uschi Hugo                 |
| Vivi                | Marie Christin Morgenstern |
| Setzer              | Peter Flechtner            |
| Yuna                | Tanya Kahana               |
| Rikku               | Victoria Frenz             |
| Paine               | Bianca Krahl               |
| Auron               | David Nathan               |
| DiZ/Ansem der Weise | Hans-Werner Bussinger      |
| Xemnas              | Jan Spitzer                |
| Saïx                | Jaron Löwenberg            |
| Xehanort            | Boris Tessmann             |
| Axel                | Philipp Brammer            |
| Demyx               | Norman Matt                |
| Xigbar              | Erich Räuker               |
| Xaldin              | Hans-Jürgen Wolf           |
| Luxord              | Nicolas Böll               |
| Squall/„Leon“       | Matthias Hinze             |
| Aerith              | Manja Doering              |
| Cid                 | Christoph Jablonka         |
| Yuffie              | Ilona Brokowski            |
| Cifer               | Sebastian Schulz           |
| Cloud               | Björn Schalla              |
| Sephiroth           | Simon Jäger                |
| Selphie             | Magdalena Turba            |
| Königin Minnie      | Diana Borgwardt            |
| Daisy Duck          | Sabine Arnhold             |
| Chip                | Martina Treger             |
| Chap                | Wolfgang Ziffer            |
| Kater Karlo         | Tilo Schmitz               |
| Aladdin             | Julien Haggège             |
| Jago                | Michael Pan                |
| Jasmin              | Maud Ackermann             |
| Dschinni            | Peer Augustinski           |
| Dschafar            | Jan Spitzer                |
| Der Trödler         | Bernd Klinzmann            |
| Puuh                | Michael Rüth               |
| Ferkel              | Santiago Ziesmer           |
| Tigger              | Joachim Kaps               |
| Rabbit              | Gerald Schaale             |
| I-ah                | Tilo Schmitz               |
| Ruh                 | Lino Hirthe                |
| Eule                | Karl Sturm                 |
| Känga               | Ellen Rappus-Schikowski    |
| Gopher              | Jörg Gottschick            |

| Figur                        | Deutscher Synchronsprecher |
| ---------------------------- | -------------------------- |
| Hercules                     | Dominik Auer               |
| Phil                         | Wolfgang Ostberg           |
| Megara                       | Jasmin Tabatabai           |
| Hades                        | Arne Elsholtz              |
| Das Biest                    | Matthias Freihof           |
| Belle                        | Jana Werner                |
| Lumière                      | Lutz Riedel                |
| Von Unruh                    | Roland Hemmo               |
| Madame Pottine               | Sonja Deutsch              |
| Mme. Kommode                 | Christel Merian            |
| Arielle                      | Anna Carlsson              |
| Sebastian                    | Ron Williams               |
| Prinz Eric                   | Kim Hasper                 |
| König Triton                 | Jochen Striebeck           |
| Ursula                       | Gisela Fritsch             |
| Mulan                        | Dascha Lehmann             |
| Mushu                        | Bernd Simon                |
| Li Shang                     | Johannes Berenz            |
| Der Kaiser                   | Friedrich Schoenfelder     |
| Shan-Yu                      | Oliver Stritzel            |
| Yao                          | Tommi Piper                |
| Ling                         | Wilfried Herbst            |
| Chien-Po                     | Markus Majowski            |
| Simba                        | Frank Lorenz Engel         |
| Nala                         | Alexandra Wilcke           |
| Rafiki                       | Leon Boden                 |
| Timon                        | Ilja Richter               |
| Pumbaa                       | Rainer Basedow             |
| Scar                         | Thomas Fritsch             |
| Banzai                       | Frank Lenart               |
| Shenzi                       | Gisela Fritsch             |
| Jack Sparrow                 | David Nathan               |
| Elizabeth                    | Giuliana Jakobeit          |
| Will Turner                  | Matthias Deutelmoser       |
| Barbossa                     | Martin Umbach              |
| Tron                         | Tobias Kluckert            |
| Sark                         | Norbert Gescher            |
| Master Control Program (MCP) | Norbert Gescher            |
| Jack Skellington             | Mario von Jascheroff       |
| Sally                        | Schaukje Könning           |
| Der Bürgermeister            | Michael Gahr               |
| Der Nikolaus                 | Jürgen Kluckert            |
| Dr. Finkelstein              | Fred Maire                 |
| Angst                        | Kathrin Fröhlich           |
| Schrecken                    | Crock Krumbiegel           |
| Furcht                       | Niko Macoulis              |
| Oogie Boogie                 | Ron Williams               |
| Peter Pan                    | Florian Knorn              |
| Stitch                       | James Gardiner             |
| Malefiz                      | Kerstin Sanders-Dornseif   |
| Fauna                        | Margot Rothweiler          |
| Flora                        | Eva-Maria Werth            |
| Sonnenschein                 | Eva-Maria Werth            |
| Yen Sid                      | Christian Rode             |

## Neuauflage und Merchandising
Kingdom Hearts II wurde in vier verschiedenen Versionen veröffentlicht. Die ersten drei sind normale regionale Veröffentlichungen in Japan, Nordamerika und den PAL-Regionen, welche sich nur minimal voneinander unterscheiden. Die vierte Version hatte zusätzlichen Inhalt und wurde unter dem Titel Kingdom Hearts II Final Mix lediglich in Japan veröffentlicht. Wie zu den Vorgängerspielen veröffentlichten Square und Disney viele Merchandise-Artikel vor und nach der Veröffentlichung des Spiels. Zu den Merchandise-Artikeln zählten unter anderem Spielzeug, Spielfiguren, Cosplays und Bücher. Ebenfalls wurde eine Manga- und eine Roman-Serie basierend auf dem Spiel veröffentlicht. Vor der Veröffentlichung des Spiels, wurde ein Ultimania-Buch mit dem Titel Kingdom Hearts Series Ultimania – Introduction of Kingdom Hearts II herausgebracht. Es bietet erweiterte Informationen über die ersten beiden Kingdom-Hearts-Spiele sowie Informationen über das damals noch unveröffentlichte Kingdom Hearts II. Wie bei den Final-Fantasy-Spielen und den vorherigen zwei Kingdom-Hearts-Spielen veröffentlichte Square gleich nach der Veröffentlichung des Spiels ein Ultimania-Buch, so etwas wie ein Lösungsbuch, zu Kingdom Hearts II in Japan und eine erweiterte Ausgabe nach der Veröffentlichung des Final-Mix-Spiels. Außerdem wurde mit Kingdom Hearts – Another Report ein Hardcover-Buch veröffentlicht, was Informationen über das Spiel, Grafiken von Shiro Amano und einem Interview mit dem Regisseur enthält. In den USA brachte BradyGames zwei Lösungsbücher, eine normale und eine limitierte Version, heraus.
Am 14. Oktober 2013 kündigte Square Enix eine hochauflösende Neuauflage von Kingdom Hearts II für 2014 an. Es kommt zusätzlich mit Kingdom Hearts: Birth by Sleep und Kingdom Hearts Re: Coded.

### Final Mix

Logo der Final-Mix-Version

Da das erste Kingdom-Hearts-Spiel später als Remake erneut erschien, wurden Gerüchte laut, dass Tetsuya Nomura dasselbe mit Kingdom Hearts II tun wird. In einem Interview mit der Weekly Shōnen Jump bekundete Nomura Interesse an einem Remake von Kingdom Hearts II, obgleich es keine genauen Pläne dazu gab. Er verriet auch, dass er, falls es zu einem Final-Mix-Spiel kommen werde, eine „Trumpfkarte“ für dieses Spiel in der Hinterhand habe. Im September 2006 folgte dann durch Square Enix die offizielle Ankündigung von Kingdom Hearts II Final Mix, welche neue Szenen und Gameplay-Elemente enthält. Wie das erste Final-Mix-Spiel kombiniert das Spiel englische Audio mit japanischen Texten und benutzt auch Sanctuary anstelle von Passion als Titelmelodie. Neue Zwischensequenzen, verwenden japanische Sprachausgabe, da die meisten der vorkommenden Mitglieder der Organisation XIII aus Kingdom Hearts: Chain of Memories, bis dahin noch nicht über einen englischen Synchronsprecher verfügten.
Das Remake wurde in Japan am 29. März 2007 als ein Zwei-CD-Paket mit dem Titel Kingdom Hearts II Final Mix+ veröffentlicht. Die erste CD enthielt das Spiel Kingdom Hearts II Final Mix mit einem neuen geheimen Film und zusätzlichen Kämpfen und Items. Die zweite CD enthielt das Spiel Kingdom Hearts Re: Chain of Memories, ein 3D-Remake von Kingdom Hearts: Chain of Memories für die PlayStation 2 mit zusätzlichen Szenen und Sprachausgabe. Das Kampfsystem benutzt weiterhin Karten, mit der Einführung der Aktionskommandos aus Kingdom Hearts II. Basierend auf den Angaben von Amazon.com war Final Mix+ in der ersten Woche nach der Veröffentlichung das meistverkaufte PlayStation-2-Spiel in Japan. Nomura erklärte das Vorhandensein von Kingdom Hearts Re: Chain of Memories als Grund, warum Kingdom Hearts II Final Mix+ so beliebt war.
Mittlerweile ist Kingdom Hearts II Final Mix auch im westlichen Raum auf den Markt gekommen durch das Kingdom-Hearts-2.5-HD-ReMIX-Bundle, das weiterhin noch Kingdom Hearts Birth by Sleep Final Mix und eine Filmfassung, unterteilt in viele Szenen, von Kingdom Hearts Re:Coded enthalten.

### Adaptionen
Das Spiel wurde als eine Manga-Serie durch Shiro Amano adaptiert, der auch für die Manga-Serie zu den beiden Vorgängerspielen verantwortlich war. Der erste Teil erschien in Japan im Dezember 2006 und durch Tokyopop am 3. Juli 2007 in den USA. Der zweite Teil erschien jeweils ein Jahr später. Das Spiel wurde ebenfalls als Romanserie von Tomoco Kanemaki und Shiro Amano adaptiert. Der erste Teil wurde am 22. April 2006 veröffentlicht und beinhaltet Roxas Geschichte, bis er mit Sora verschmilzt und Twilight Town verlässt. Der Roman enthält zusätzliche Szenen aus dem Final-Mix-Spiel, wie Interaktionen zwischen Mitgliedern der Organisation XIII und zwischen Axel, Naminé und Riku. Die anderen drei Romane erschienen am 16. Juli 2006, 29. September 2006 und im Februar 2007.